# Профилиране
Профилиране (на френски: Profilage) е френски криминален сериал, създаден от Фани Робер и Софи Льобарбие, който се излъчва от 23 април 2009 г. до 29 август 2020 по TF1.
В България сериалът се излъчва по AXN и AXN White.

## Сюжет
Внимание:  Текстът по-долу разкрива сюжета на произведението (или части от него)!
Клое Сен-Лоран е психолог със специализация в криминологията. Експертните ѝ умения и изключителната ѝ чувствителност ѝ позволяват да дешифрира мислите на убийците и жертвите и да помага на полицията в разплитането на най-трудните случаи. Междувременно тя трябва да се справи с травмите от загубата на майка си, да намери приятели и да опита късмета си в любовта. Впоследствие я сменя откритата от нея Адел Делетре, травмирана психологически от отвличането си заедно с близначката си Камий, и от задържането на последната в ръцете на похитителя.

### Първи сезон
Клое, която е назначена в Парижката полиция от главен комисар Грегоар Ламарк, се запознава с командир Матийо Перак на местопрестъплението, където е открит труп на обезобразена млада жена, а Перак изобщо не е във възторг от идеята да има такава странна жена в екипа си и е изумен от покровителството към нея от страна на началника му, комисар Грегоар Ламарк, затварящ си очите дори за най-недопустимите ѝ грешки. Матийо се държи недружелюбно с нея, отричайки методите ѝ, но накрая е принуден да признае, че тя върши работата си добре, и я разубеждава от решението ѝ да напусне заради разногласията им. Но разбира, че тя е с фалшива самоличност и решава да разучи миналото ѝ.

### Втори сезон
Матийо постепенно разбира защо Клое крие името си и как се е сдобила с толкова близки отношения с Ламарк – заради това че докато тя е била тийнейджърка, баща ѝ шизофреник е убил майка ѝ, а Ламарк е първият полицай, отзовал се на сигнала, и с течение на времето двамата изграждат близки отношения помежду си. Клое и Матийо започват да се сработват и изграждат приятелство. Когато дъщеричката му Ема пада от леглото, удря си главата и е приета в болница, разбира, че жена му не е на „конференция“, както му е казала, а е с любовника си. Щом научава за изневерите ѝ той я напуска. Опитва се да започне любовна връзка с Клое, но тя явно предпочита да останат просто приятели и му оказва психологическа подкрепа, с чиято помощ той спира затъването си в алкохола и безразборните сексуални връзки. В един бар, където след изневярата на жена си Матийо се напива с Иполит, последният среща Луиз Дранкур, която го разпитва за Клое, и я е следяла със седмици, а когато разтревоженият Матийо я посещава в дома ѝ, за да я предупреди, че трябва да стои далеч от Клое, тя казва, че двете са сестри по бащина линия. След като те се обвързват една с друга твърде тясно, Матийо започва да подозира, че Луиз лъже, а подозренията му се усилват, когато домът му е разбит, след като възразява против желанието на Луиз Клое да ѝ стане шаферка. Междувременно той е склонен да прости на съпругата си за изневярата. Става ясно, че Луиз се е вманиачила в Клое, слушайки баща ѝ да говори за нея, докато е била медицинска сестра в психодиспансера, където той е настанен. Луиз убива Матийо в опита си да избяга и той умира в ръцете на Клое.

### Трети сезон
Обвинявайки се за смъртта на Матийо, Клое се мести в провинцията, месеци наред не се обажда на Фредерик и Иполит и отказва да поема нови случаи. Новият командир, Тома Роше, успява да я убеди да се върне на работа, когато екипът се сблъсква със сериен убиец, убиващ жени с многократни пробождания в корема. Клое се влюбва в свой колега, съдия, но той се оказва женен. По-късно се оказва, че Клое е забременяла от него и в началото иска да направи медикаментозен аборт, защото не вярва, че може да се справи с майчинството сама, с женен за друга жена баща и с наследствената ѝ обремененост, но се отказва, след като за един ден е принудена да се грижи за бебето на бивш боец на ФАРК от заложничка, в която се е влюбил. Клое първоначално не иска да съобщава на съдията за бременността си, след като се среща на улицата с жена му, която я моли да не се появява в живота им, за да не разруши семейството им, но когато те все пак решават да се разведат, Клое решава да съобщи на съдията, само че преди да може да изпълни решението си, помята заради напрежението, на което е изложена в резултат на работата си. След известно време го използва, за да разследва под прикритие в психодиспансер убийството на сервитьор от страдащ от параноидна шизофрения. Междувременно Роше открива убиеца на жена си, Паскал Моран, който е част от Швейцарския дипломатически корпус, и в началото отчаян, че няма да може да го осъди, се опитва да убие Моран, но опитът е предотвратен от Клое. Решава да го осъди, но убиецът наема безкрупулната адвокатка Барбара Кюзел, но след като клиентът ѝ я уволнява, тя за отмъщение дава на Роше информация, че Моран не е пътувал по служебни, а по лични цели по време на катастрофата – да се срещне с дъщеря си на концерт на Кристина Агилера, и следователно не е имал дипломатически имунитет по това време, и така успяват да го вкарат в затвора. Роше и Барбара започват връзка След като Ламарк, началникът им и приятелят им, е несправедливо обвинен в убийството на любовницата си командирът на специалните части комисар Лор Бреван, Клои научава, че Ламарк е имал отношения с майка ѝ приживе. По време на разследването на случая Клое се среща с наемния убиец от Тирана Албан Скела, оказал се полицай, работил дълги години под прикритие, а колата на Тома и Клои е избутана от пътя от убиеца на комисар Бреван, докато са спрели на кръстовище, и Клое изпада в кома. Става ясно, че любовницата на Ламарк е била убита от млад мъж, арестуван от Ламарк за убийство на семейна двойка преди петнайсет години, което обаче, както убийството, за което е обвиняван Ламарк, е извършил съвместно с любимата си – дъщерята на убитото семейство. Докато Клое е в кома, тя има видения, в които разкрива случая, а след като излиза от комата, научава с помощта на подсъзнанието си, че майка ѝ е жива.

### Четвърти сезон
Клое се връща на работа, получава заедно с останалите от екипа си официални награди за разкриването на убийството на комисар Бреван и излиза на среща с Антоан Гарел – полицаят под прикритие, който години наред е бил внедрен в албанската мафия, и който впоследствие е назначен за началник на отдел „Наркотици“. Връзката им не върви добре. Клое среща сирачето Лили и ѝ помага да се справи след смъртта на майка си. Решава да осинови детето, но социалните го дават на баща му. След като бащата на Лили се отказва от нея Клое не получава попечителството заради факта, че е неомъжена, родовата ѝ история и опасната ѝ професия. Гарел се опитва да я измъкне от кризата, в която я изпаднала, но Клои къса с него, тъй като смята, че отношенията им ѝ влияят зле и решава да се бори за попечителството над Лили. Фред и Иполит най-сетне се събират. По време на разследване на извършено преди 12 години убийство на възпитаник на елитно училище от обикновено семейство, чиято отчаяна от предстоящото след броени дни изтичане на давност майка нахлува в участъка с пистолет се разбира, че Иполит произхожда от благородническо семейство, в което е черната овца, заради отказа си от семейните традиции, но впоследствие успява да накара големия си брат Луи да помогне на екипа да докаже, че убиецът е богаташкият син Марк Жемини, неможещ да понесе факта, че момче от обикновено семейство може да има гордостта да се бори с традициите и системата. В процес на разследването на убийството на бивша студентка по химия, оказала се наркодилър, Клои осъзнава, че Гарел е престъпник „отмъстител“ и убива дилъри, прикривайки се чрез позицията си, разочарован от системата заради разкритите по време на работата му под прикритие мащаби на полицейската корупция, и заради това, че по-големият му брат умира като тийнейджър от свръхдоза. Гарел е ранен от Роше и предлага на Клои да избягат заедно с нея и Лили, но тя избира да го предаде на полицията. В последния им момент заедно той ѝ казва, че я обича, след което скача от мост и пада в реката. Тялото му не е открито.
Клое разбира, че майка ѝ действително е жива и е избягала, за да защити дъщеря си от бившия си любовник – префекта на Париж. Той принуждава Лоранс да се върне при него, заплашвайки я, че ще навреди на Клое, стреля по Ламарк, в резултат на което той изпада в кома, и отвлича Клое с помощта на напълно манипулираната си бивша съпруга. За да даде шанс на майка си да избяга, Клое се опитва да се обеси. Роше е арестуван, обвинен в опита за убийство на Ламарк, но Фред и Иполит с помощта на Адел Делетр (криминолог и приятелка на Клое, на която е помогнала да се спаси от развитата, след като е отвлечена на 8 години и 15 години е държана за заложничка, агорафобия), която успява да накара бившата съпруга на префекта да издаде местонахождението му, организират бягството на Роше, за да спасят Клои и майка ѝ.

### Пети сезон
Клои е била спасена в последния момент. Тя осиновява Лили. Адел се опитва да се приобщи към екипа, но поради характера си влиза в конфликт с редица свои колеги и освен. Междувременно за екипа се снима документален тв филм. Клое се оказвана свързана с убийства на свои колеги. Екипът открива връзка с Луиз Дранкур, която не желае да съдейства. Адел решава да я отвлече, за да изтръгне самопризнания, но попада под въздействието на Луиз, която й помага да се изправи срещу призраците от миналото и я убеждава, че е влюбена в нея. В крайна сметка Адел се осъзнава и помага за ареста на Луиз. По-късно Роше преспива с Адел, след което тя напуска полицията и заминава.
Олигархът Венсан Делахай се влюбва в Клои, след като е използвал помощта ѝ,за да открие дъщеря си, участваща в протест против плановете на баща си да събори историческа сграда, за да осъществи свой проект, но Клое не е готова за нова любовна връзка. Обаче го моли за помощ при разрешаването на случай с убита проститутка и друга, умряла от страх, в което е замесено влиятелно тайно общество на извратеняци-но не успяват да го унищожат, то принуждава един от членовете си да поеме вината за убийството, за да приключи разследването, а бизнесът на Дювай е на прага на унищожението, заради което той прекратява отношенията си с Клое.
Междувременно сестрата на Роше Елиз му признава, че е болна и ще умре без трансплантация на бъбрек. Серийният убиец Тобиас Розе, арестуван от Роше, го изнудва, твърдейки, че може да осигури бъбрек, но се оказва, че за да направи това трябва да убие съкилийника си – което впоследствие и прави и заради което иска от Роше да го измъкне от затвора, заплашвайки, че ще го набеди, че бил поръчал убийството, независимо, че Роше е бил против. Розе успява да го принуди да му помогне да избяга, след като отравя няколко затворници в столовата и предизвиква масов бунт, вкарвайки Тома и Клои в капан.
Пред офисът на Иполит е изоставено бебе. Майка му е Джесика, сестрата на Фред, и бебето Сидни се оказва син на Иполит. Фред ревнува и укрива резултатите от ДНК тестът, за да заблуди Иполит, че Джес го лъже. Скоро истината се разбира и Ипо предлага брак на Джесика, като бащата и братята на Иполит отказват да дойдат на сватбата, но тя бяга в последния момент при свой бивш приятел. Вместо това Иполит се омъжва за Фред, която на излизане от Катедралата е наръгана от човек на Розе.
Клое наследява шизофренията на баща си, което влошава качеството на работата ѝ. Когато Фред е похитена от нападналия я Розе с помощта на съблазнените от него медицински сестри, които обявяват Фред за мъртва, състоянието на Клое се влошава. Розе, който отвлича по същият начин и държи във вегетативно състояние множество жени, приличащи на малката му сестра, към която изпитва романтични чувства. Розе, преди да избяга от затвора убива една от сестрите с многократни удари с нож, а след като се връща в скривалището си убива опиталата се да избяга Фред. тя умира в ръцете на Иполит, и след като той се предава на Иполит, се подиграва пред него с предсмъртните ѝ мъки, заради което той го застрелва. Клое вече не е на себе си и, мислейки че е отвлечена от Розе, наръгва Тома.

### Шести сезон
Донякъде уравновесена, Клое се връща на работа – постепенно, с някои условия. Тя се старае да възстанови приятелството си с Роше и да си върне попечителството над Лили. Пристига нов член на екипа – Ема Томази, която се оказва дъщеря на Фред. Иполит, който след смъртта на Фред се пристрастява към хероин и гони всички изпратени нови лейтананти, изигравайки им гадни номера с помощта на компютърните си умения, се държи грубо с нея. Ема научава за зависимостта му и за да му помогне, го отвлича и затваря в изолирано помещение, където Иполит мисли, че ще умре от абстиненция, но виждайки Фред, режава да се изчисти. Екипът отново среща Адел, която е помощничка на частен детектив и продължава да търси търси сестра си Камий. Клое се запознава със стар приятел на Роше – полковник Димитри Феран от армията, който показва подчертан интерес към нея. Димитри твърди пред Тома, че Лука е негов син, но бива убит, преди да направят тест за бащинство. Връщат на Клое попечителството над Лили, но когато вижда мъртвия Гарел, тя се бои, че отново полудява. Една вечер Клои заварва Лили да си пише с непознат в интернет, и кара Иполит да провери кой е, заплашвайки да каже на Роше за това, че се е опитал да качи първото му причастие в интернет и разбира, че в Париж ще идва за да започне висше образование братовчед на Лили по линия на биологичната ѝ майка – неин племенник, син на сестра ѝ. Междувременно от стари картини на майка си, подписани от Александър Васкес де Балбоа, Иполит разбира, че той е бил любовник на майка му и тя и баща му взаимно са си изневерявали, а след известно време тя му казва, че той е биологичен син на де Балбоа, който сега е травестит, танцуващ в кабаре. Оказва се, че Гарел е жив и продължава с убийствата си на наркодилъри. Пред клиниката Клои побягва от Гарел и пада в гората. Когато се събужда, не помни коя е. Гарел я лъже, че двамата били женени, тя се казвала Алис, а Роше бил ревнивият ѝ бивш приятел, който я бил нападнал, но истината излиза наяве. Екипът също разкрива, че Гарел е жив, Роше го намира на летището и двамата стрелят един срещу друг, като не е ясно дали някой от тях оцелява.

### Седми сезон
Минали са няколко месеца от смъртта на Гарел и докато Клое и Тома гледат заедно телевизия вечерта, е излъчен епизод от телевизионно предаване, посветено на действителни криминални случаи, разказващ за отвличането на Адел и сестра ѝ, което кара екипът да се активизира с разследването. Междувременно идва старият приятел на Клое, Езекия, който ѝ предлага да работи като психолог за организация на ООН в Ню Йорк. След като сънува Матийо и Гарел, Клое разбира, че е бременна. Тя признава, че вече не се чувства полезна в полицията и се страхува детето ѝ да не бъде травмирано от отношението на обществото към баща му. Откриват Камий заедно с Одисей – синът ѝ от Аргос. Тя обаче е подвластна на похитителя си, убива разкрилия това Езекия и се опитва да убие Адел. Роше стреля по Камий, която изпада в кома, оставяйки на Адел да се грижи за сина ѝ Одисей. Клое приема работата и заминава заедно с Лили, за да отгледа детето на Гарел далеч от лошата слава на баща му, защото ще ѝ бъде трудно да води разследвания и едновременно да се грижи за 2 деца и за да може да се среща Лили с живеещите в Монреал нейни братовчеди. След като назначеният на мястото на Клое криминолог показва некомпетентността си, обвинявайки майката на изчезнало дете за неговата „смърт“, Адел замества първата в екипа на Роше.
Междувременно Джес, сестрата на Фред, става административен помощник в полицията и разкрива на Иполит, че Ема е влюбена в него. Той изглежда отвратен от идеята, по-късно обаче се оказва, че споделя чувствата на Ема, виждайки я маскирана като Жената-котка, и двамата многократно спят заедно. Лука се влюбва в съученичката си Агата и когато тя заминава със семейството си извън Париж, той бяга от дома си, за да я последва. Роше се разбира с родителите на Агата, че синът му може да остане с тях няколко седмици.
Сестрата на Адел се събужда от комата и влиза в психиатрия. Тя успява да избяга, затваряйки Адел на свое място. Камий живее живота на сестра си. Тя насочва разследването на убийството на адвокат в задънена улица, опитва се да съблазни Роше и казва на Иполит, че Ема е Жената-котка, освен това манипулира сина на Роше. Тома я разкрива, но Камий успява да му избяга. Тя се опитва да отвлече Одисей и е спряна от Джес. Когато животът на Ема е застрашен, Иполит ѝ казва, че я обича. Ема е спасена. Адел се измъква от клиниката. Камий я намира и е убита от Аргос, с когото Адел най-сетне се изправя лице в лице.

### Осми сезон
Адел скърби за смъртта на Камий, но пази в тайна от всички факта, че държи Аргос в плен. Преди Адел да реши какво да прави с него, Аргос успява да избяга и отвлича малко дете. По-късно е арестуван, но не казва къде е детето, на което е инжектирал отрова, която ще го убие за няколко часа, и Адел използва възникналата при Аргос зависимост от нея, поглъщайки пред него отровата и поставяйки като условие за приемане на противоотровата да каже къде е отвлеченото дете. Иполит и Ема решават да останат просто приятели. Появява се нов шеф на име Диан Баронски. Екипът не я харесва. Докато са на тиймбилдинг извън Париж, попадат на убийство. Ема се среща с доведения си брат-сина на осиновителите си, и двамата впоследствие се помиряват. Иполит отново преспива с Джес и тя забременява. Той я убеждава да не прави аборт. Ема се премества в друг участък. Разследвайки масово убийство на семейство, извършено от страна на сина им, Адел разкрива, че екипът се е движил по грешна среда заради системното подкопаване на съдебната система отвътре, провеждано от страна на съдия Никола Марсо, която е освобождавала виновните и обратното, целейки да отмъсти заради отделянето си от приемното ѝ семейство и връщането на нейния баща насилник. След като е разкрита, тя извършва нападение в Съда, където е решено да бъде предадена на баща си, и е застреляна от Роше. С помощта на дъщеря ѝ – маркетингов психолог, разкриват последиците от нейното вредителство. Балдъзата на Роше се вюбва в него, предизвиквайки ревността на Адел, но отношенията на първата с Роше не се получават, и тя прави опит за самоубийство. Гледайки семейни видеозаписи на родителите си, заснети в последните години от живота им, Адел открива, че има шестнайсетгодишна сестра на име Сара, осиновена от друго семейство и занимаваща се с балет също като Адел. Екипът се среща с жената, превърнала Аргос в насилник, блудствайки се него в детството му – бившата му учителка по пиано. Тя ги насочва към дъщерята на Аргос, която се оказва Диан. С нейна помощ Аргос натопява Адел за убийството на адвоката си, което извършва Диан, отвлича Сара и Адел, после наръгва Диан, но тя е спасена на косъм от лекарите и от нея Тома се опитва да разбере къде може да е Адел. Ако иска да предпази Сара, Адел трябва да му се подчинява. Тя е изправена пред най-голямото предизвикателство в живота си: да победи психически човека, превърнал я в развалина. Междувременно Тома и екипът правят всичко възможно да я открият. Адел побеждава Аргос. Със сетния си дъх той я прострелва. Сара побягва да търси помощ.

### Девети сезон
Пет години по-късно Адел е сгодена за Габриел Дармалак - човекът, спасил животът ѝ. Криминологията все още е нейна страст, но тя вече работи като детски психотерапевт в Марсилска болница, чиито методи за терапия са посрещнати критично от началникът на болницата, който се готви да ореже финансирането на детската психология, но Адел го изнудва, че ако не се откаже от намеренията си, ще разгласи публично изневярата му с женена лекарка. Но е извършено брутално убийство на адвокатка и марсилската полиция моли Адел за помощ. По същото време Роше, повишен в командир-комисар, се сблъсква със случай, свързан с поверения на Адел, и така обединяват усилията си. Джес е успяла да стане лейтенант и да се омъжи за Иполит. Оказва се, че оборудването на генетична лаболатория е било повредено месеци наред и е давало грешни резултати на ДНК тестовете, което нелечимо болната адвокатка е разкривала на бившите клиенти на лаболаторията. Заподозрян по случая отвлича Адел и Роше, които по време на заложничеството си се помиряват помежду си. След разкриването на случая Адел се връща в Париж. Опитите им да с Тома да започнат сериозна връзка се провалят, защото той страда от тумор в мозъка, но той се страхува да каже на Адел и къса с нея. Междувременно се разбира, че Джесика е бременна за трети път. Адел урежда назначаването на студентката си по кримонолгия Отилия Латис за стажантка в управлението. Впоследствие Тома признава на Адел за заболяването си, решава да се подложи на операция, по време на която получава усложнения и изпада в кома. По това време екипът разкрива убийството на приятелка на командир Роше от тийнейджърска възраст. Но когато бившата му приятелка Изабел Барон се самоубива, обвинявайки го в тормоз, Роше е отстранен, и с Адел, разследвайки, стигат до квартала, в който е живяла, нанасяйки се в него под прикритието на семейна двойка. Разкриват, че приятелката на Роше е била изнасилена и е родила дъщеря на има Жан, и е била убита от Андреа – дъщерята на истинския изнасилвач, изнасилвал я когато е била на 11-годишна възраст. След ареста им Адел е намушкана от незаконнородената дъщеря на Изабел и пада, агонизирайки в ръцете на Роше, като пред очите ѝ преминава целият ѝ живот, но после се вижда как тя отпътува със сина си Одисей.

### Десети сезон
Роше е предизвикал отстраняването си от екипа, тъй като не понася да работи в управлението след заминаването на Адел. Запознава се с Елиза Бергман, психокриминоложка и измамница, която се оказва племенница на Ламарк. Впоследствие е назначена в екипа, макар че Роше първоначално й няма доверие.
По време на снимките умира актьорът Жан Мишел Мартиал, който играе комисар Грегоар Ламарк. Сезонът е в негова памет. Междувременно сериалът губи над 3 милиона от аудиторията си, поради което бива прекратен.

### Психо-криминолози
- Жулиет Роде – Адел Делетр (гостуваща през 4-ти и 6-и сезон, периодична героиня през 5-и сезон, постоянна героиня от седми до девети сезон)

Адел и Камий са близначки. Те са били отвлечени като деца и подлагани на тормоз. Адел е успяла да избяга. Оттогава тя неспирно търси сестра си и я открива само за да осъзнае, че Камий е подвластна на похитителя си. 
- Одил Вилман – Клои Сен-Лоран (до втори епизод на седми сезон, когато заминава за САЩ с доведената си дъщеря Лили.)

Бащата на Клои е шизофреник, затворен в психиатрия, след като убива майка ѝ. Клои израства с това тежко бреме, което се отразява на психиката ѝ.
- Тамара Марте Шай'М - Елиза Бергман (десети сезон)

Елиза е племенница на комисар Ламарк, в началото замесена с тъмни сделки. Когато е била малка, майка й се е самоубила.

### Комисари
- Гай Леклазие – Комисар Жак Беро (последните четири епизода на десети сезон) Приятел на Ламарк, който трябва да го замести по време на командировката му на Антилите. След убийството му става постоянен командващ на екипа.
- Жан Мишел Мартиал – Комисар Грегоар Ламарк, загинал в Бомбен атентат (до четвърти епизод на десети сезон)

Той помага на Лоранс след покушението срещу нея да инсценира смъртта си, за да защити дъщеря ѝ от любовника си, и се превръща в ментор и защитник на Клои.

### Ръководители на екипи
- Гийом Крамой – Командир Матийо Перак, убит от Луиз Дранкур в края на втори сезон
- Бенхамин Барош – Албан Скела/Командир Антоан Гарел герой в сезони 3, 4 и 6 и гостуващ в седми сезон), приятел на Клое, работил под прикритие, назначен за ръководител на отдел „Наркотици“, след като убива корумпирания си началник комисар Дидие Барон. По-късно Клое разобличава Гарел като сериен убиец на наркодилъри и за да не бъде арестуван, той инсценира смъртта си, и продължава да убива. В деветия епизод на шестия сезон отвлича Клои и иска да избягат заедно от Франция, но е убит в престрелка на летището. Баща на бебето на Клое.
- Филип Бас – Командир Тома Роше (от трети сезон)

### Екип
- Рафаел Феррет – Лейтенант Иполит дьо Куртен, компютърен специалист, аутсайдер от благородническо семейство, назначен от Ламарк в екипа, за да не го вкара в затвора по обвинение в Киберпрестъпления.
- София дьо Фюрст – Лейтенант Ема Томаси, извънбрачна дъщеря на Фред, влюбена в Иполит (сезони 6 и 7, повтарящ се през сезон 8, гост през сезон 9)
- Ванеса Валенс – Лейтенант Фредерика „Фред“ Кансел, съпруга на Иполит, голяма сестра на Джес, майка на Ема, леля на Сидни, убита от Тобиас Розе
- Джулия Пиатон (сезони 4, 5 и 6) / Диан Дасигн (сезони 7 и 8) – Лейтенант Джесика „Джес“ Кансел, малка сестра на Фред, леля на Ема, съпруга на Иполит и майка на Сидни и Маргарит, техните син и дъщеря и на третото им неродено дете

### Съдебните лекари
- Валери Дашууд – Доктор Беренис (от сезон 3)
- Гийом Де Тонкедек – Доктор (сезон 2)
- Дидиер Ферари – Доктор (сезон 1)

### Семейство на Клое Сен-Лоран
- Дидиер Мериго – Мишел Фишер, баща
- Лоранс Маслиа – Лоранс Фишер, майка
- Тиери Рене – Еликия Масамба, съпруг по документи, убит от Камий в 7х02
- Фани Занини – Лили Мерик, осиновена дъщеря (от четвърти сезон)
- Мари Кремер – Луиз Дранкур, фалшива сестра (втори и пети сезон)
- Дете (от Антоан Гарел)

### Семейство на Тома Роше
- Клементин Поидартс – Елиз, сестра (периодично, сезон 5)
- Нейтън Геоджолин – Лука Роше, син (периодично, от сезон 3 до 8)
- Лила Салет-Аурели Адам, снахата на Тома (периодично през сезон 8)
- Томас Голдбърг-Лука Роше (от сезон 9)

### Семейство на Адел Дьолетр
- Жулиет Роудет – Камий Дьолетр, сестра близначка, убита от Аргос
- Илон Бехтер – Одисей Дьолетр, племенник (от сезон 7) и осиновен син (от сезон 8)
- Ан-Софи Соладани – Сара, по-малка сестра, осиновена от друго семейство (в края на сезон 8)